# Мсье Жак и другие
«Мсье Жак и другие» — советский киноальманах снятый в 1964 году на киностудии «Арменфильм» состоящий из трёх фильмов.

## Издержки вежливости
Сюжет:
Герой идёт в гости в новых модных туфлях, несмотря на то, что они ему жмут, но ему приходится терпеть мучения, лишь бы не выглядеть несовременным в глазах «светского общества».
В ролях:
- Гарри Мушегян — Пепик-ага
- Анна Ншанян-Папазян — Ноэми
- Ваграм Папазян — Мигран-ага
- Тамара Демурян — Тагуи
- Сурен Кочарян — Милитос-ага
- Авет Аветисян — Торос-ага
- Паруйр Сантросян — Амбарцум-ага
- Георгий Стамболцян — Пайлак-ага
- Бабкен Нерсесян — мсье Бартух

## Мнимый доносчик
Сюжет:
Хотя о герое идут слухи как о доносчике, окружающие его люди, за глаза ругающие его, льстят ему и заискивают перед ним.
В ролях:
- Владимир Татосов — Мсье Жак
- Вахинак Маргуни — Погос-эфенди
- Вардуи Вардересян — Заруи
- Арман Котикян — Юсепик-ага
- Фаддей Сарьян — Маркос-эфенди
- Маис Карагезян — Саркис-эфенди
- Аветик Джрагацпанян — Торгом-эфенди
- Хачик Назаретян — Карапет-эфенди
- Милена Амамджян — Шушик

## Попранный обет
Сюжет:
Охотник Акоп решает пойти в священники, архимандрит рукополагая его вынуждает его дать обет не охотиться до конца своих дней. Однако, когда архимандрит узнаёт о приезде епископа, назначает Акопа добыть дичи к обеду для важного гостя.
В ролях:
- Гуж Манукян — Акоб
- Ашот Каджворян — Шлдо
- Сос Саркисян — Архимандрит
- Како Кванталиани — епископ
- Верджалуйс Мириджанян — Саломея
- Армен Хостикян — Торос

## Критика
Составляющие киноальманах фильмы получили разную оценку критики: была названа удачной новелла «Попранный обет», высокую оценку получила новелла «Мнимый доносчик», но фильм «Шпион поневоле» был назван «не совсем удавшийся».

## Рецензии
- Калантар К. — Три новеллы «Арменфильма» (Худож. фильм « Молье Жак и другие») // Коммунист, 26 февраля 1965